# 農夫和蛇
《農夫和蛇》是伊索寓言中的一個故事。在佩里索引中的编号为176。

## 情节
《農夫和蛇》的基本情节是：有一個寒冷的冬夜，農夫在路邊撿拾到一條被凍僵的毒蛇，他覺得蛇很可憐，於是便把蛇摟在懷中，為牠取暖。當蛇醒來，竟向著農夫的胸口大力一咬，令他中毒死亡。但故事的结局有许多版本。在希腊语的版本中，臨死前農夫嘆道：「我该死，我怜悯恶人，应该受恶报。」
而在罗马寓言家菲德洛斯整理的拉丁文版本中，结局是蛇向农夫教训道：“不要指望从恶人那里获得回报。”在中世纪寓言家切里頓的奧多的版本中，蛇用了一个反问句回应农夫：“难道您不知道，在您的善心与我之间还隔着敌意与天然的反感吗？难道您不知道怀裏的蛇、包袱裏的老鼠、穀倉裏的大火，会给施主糟糕的回报吗？”

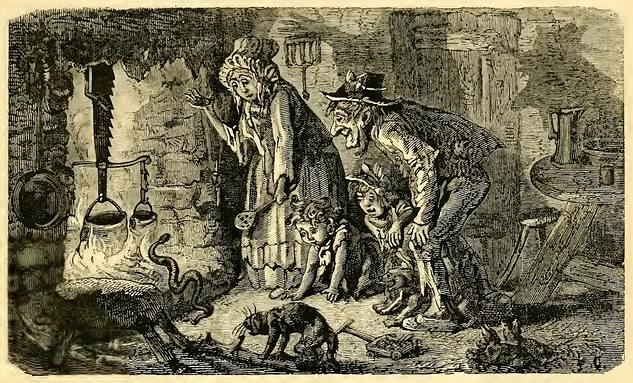
拉封丹著《拉封丹寓言》中Ernest Griset配的插图

在14世纪的法国诗人尤斯塔奇·德尚的歌谣版本中，农夫把蛇带到了家，蛇在那里苏醒并咬伤农夫，歌谣最终以一个重复副歌结束——“善心通常有恶报。”（Evil for good is often the return.）威廉·卡克斯頓的版本中，蛇威胁农夫的妻子，随后蛇在农夫试图阻止它时将农夫勒死。在拉封丹的《Le villageois et le serpent》（VI.13）中，农夫用斧头砍死了正在威胁农夫妻子与孩子的蛇。
俄国的伊萬·克雷洛夫根据他所处时代的社会背景改编了此寓言，并定名为《The Peasant & The Snake》。当时很多俄罗斯家庭聘请1812年拿破仑一世入侵后的法国战俘来负责对其儿女的教育，而伊萬·克雷洛夫对这些战俘不信任。在寓言中，蛇希望能被雇佣去照看农夫家的猫与小孩，农夫回应称他不能让他的家人冒这个险，并杀死了蛇。 

## 寓意
对有毒有害的东西，需要警惕并远离，而不应怜悯它，否则会引火烧身、自取灭亡。